# Xã North Morgan, Quận Dade, Missouri
Xã North Morgan (tiếng Anh: North Morgan Township) là một xã thuộc quận Dade, tiểu bang Missouri, Hoa Kỳ. Năm 2010, dân số của xã này là 211 người.